# Чернавін Володимир Миколайович
Володи́мир Микола́йович Черна́він (рос. Владимир Николаевич Чернавин; 22 квітня 1928, Миколаїв — 18 березня 2023, Москва) — Герой Радянського Союзу, адмірал флоту, командувач Північним флотом (1977—1981), головнокомандувач ВМФ СРСР — заступник міністра оборони (1985—1992), головнокомандувач ВМФ Росії (1992), президент Союзу моряків-підводників ВМФ РФ. Кандидат у члени ЦК КПРС у 1981—1986 роках. Член ЦК КПРС у 1986—1990 роках. Депутат Верховної Ради СРСР 10—11-го скликань.

## Життєпис
Народився 22 квітня 1928 року в місті Миколаєві. Батько — Чернавін Микола Васильович (1895—1944), в 1916 році призваний на флот, дослужився до звання підполковника, в роки Німецько-радянської війни воював на Півночі, помер у фронтовому госпіталі. Мати — Чернавіна Поліна Василівна (1902—1985), працювала вихователькою дитячого будинку. Дружина — Чернавіна (Агапова) Надія Павлівна (1928 р. нар.), Філолог. Дочка — Чернавіна Ольга Володимирівна (1956 р. нар.), Філолог. Внучка — Курова Надія Сергіївна (1989 р. нар.).
Дитячі роки Володимира Чернавіна пройшли серед військових моряків в Миколаєві, Очакові, на Соловецьких островах, де служив у той час його батько. Вирішальну роль у флотській долі Чернавіна зіграв саме Північний флот. Якому Володимир Миколайович віддав 30 років життя. Туди Володимир Миколайович прийшов лейтенантом після закінчення спочатку Бакинського військово-морського підготовчого училища (1944—1947), а потім найстарішого в Росії навчального закладу, створеного ще Петром I, — Вищого військово-морського училища імені М. В. Фрунзе (1947—1951). Там же, на Півночі, В. М. Чернавин послідовно пройшов усі посади від командира бойової частини підводного човна (ПЧ) до командувача флотом. За цей час він закінчив Вищі класи офіцерського складу підводного плавання при 1-му Вищому військово-морському училищі підводного плавання (1953—1954), навчальний центр в Обнінську (1960), командний факультет Військово-морської академії (1962—1965) і з відзнакою Військову академію Генерального штабу Збройних сил СРСР (1967—1969).
Першою посадою майбутнього адмірала і головкому ВМФ була посаду командира БЧ-2-3 дизельного ПЧ С-102 (1951—1953). Потім він став помічником командира ПЧ С-102 (1953), старшим помічником командира ПЧ С-155 Північного флоту (1954—1956). У лютому 1956 року Володимира Чернавіна призначають командиром дизельного ПЧ, який будується в Сормові С-347 (проекту 613). У листопаді того ж року човен включили в 20-ту окрему бригаду ПЧ Балтійського флоту, а в червні 1957 року ПЧ був переведений на Північний флот.
У ті роки активно розроблялася теорія і практика групового використання ПЧ у віддалених районах Світового океану. Для перевірки нової настанови по дії ПЧ в завісах і групах був спланований спеціальний похід двох дизельних ПЧ в Північну Атлантику на повну автономність.
Для виконання цього завдання були залучені два дизельні ПЧ — «С-347» під командуванням В. М. Чернавіна і «С-346», якою командував його добрий товариш капітан 3 рангу В. І. Звєрев. Спільний автономний похід (на 30 діб) відбувся з 30 липня по 28 серпня 1958 року в район Біскайської затоки за маршрутом Кольська затока — Ісландія — Фарерські острови. Тоді вперше ПЧ діяли в завісі, а потім і в групі при передачі управління з Североморська до Москви і назад. Похід отримав високу оцінку командування.
У квітні 1959 року В. М. Чернавин призначається командиром споруджуваного атомохода «К-21», що отримав своє найменування на честь Червонопрапорного ПЧ «К-21» під командуванням М. О. Луніна.
«К-21» було поставлено завдання — плавати якомога більше з метою проведення повного моніторингу всієї техніки атомохода по моторесурсу. Ось чому в той час «К-21» перебував у морі максимальний час, випробовуючи всю техніку, визначаючи моторесурс кожного механізму корабля до поки він не виходив з ладу, для отримання фактичного матеріалу щодо вдосконалення атомоходів першого і наступних поколінь. Це була важливе завдання на перспективу, але дуже складне завдання для екіпажу. У той час перший американський атомний човен «Наутилус» під командуванням капітана Андерсена здійснив похід на Північний полюс.

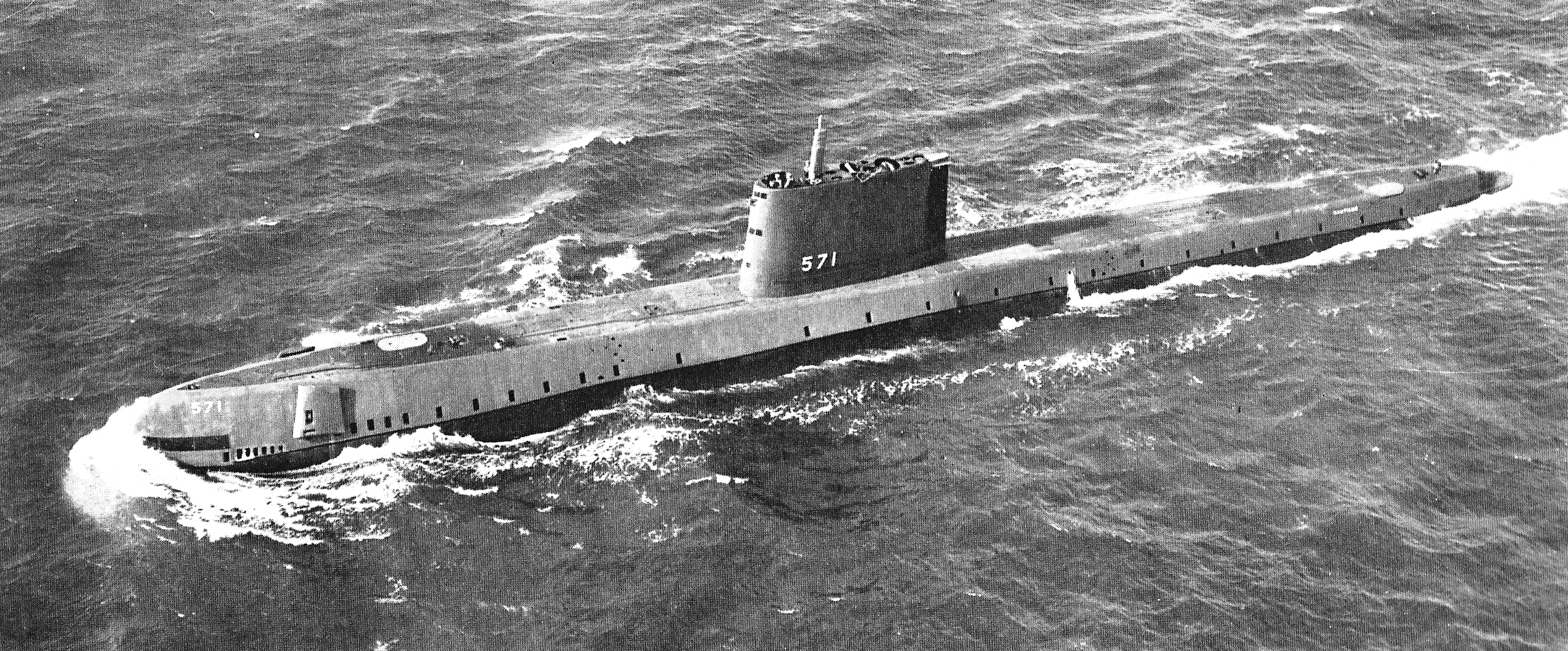
SS-571 «Наутилус» — перший атомний підводний човен. Фото 1955 року.

Почали готувати такий похід і радянські моряки. «К-21» був призначений дублером ПЧ «К-3», який готувався до цього походу як корабель № 1. При підготовці до вирішення цього завдання «К-21» слід було пройти частину маршруту майбутнього походу до полюса, відпрацювати і випробувати в реальних умовах методику маневрування під паковими льодами, пошуку і спливання в ополонках, проламування льоду, уточнити питання арктичної навігації, зв'язку з командним пунктом флоту, забезпечення надійної експлуатації всіх систем і механізмів АПЧ і написати першу інструкцію з підводного плавання АПЧ. Головою комісії щодо створення інструкції був призначений командир «К-21» капітан 2 рангу В. М. Чернавин. Завдання складне, але воно було виконано успішно.
Ось як пише про це головком ВМФ адмірал флоту С. Г. Горшков у своїй книзі «У флотському строю»:
В ході плавань йшло активне освоєння Північного морського шляху, підльодові плавання підводних човнів і переходи під паковими льодами з Баренцевого моря на Далекий Схід і назад.
Так, в 1962 році атомохід, яким командував тоді капітан 2 рангу В. М. Чернавин, мав найбільшу серед атомних підводних човнів практику підлідних плавань. На цьому кораблі відпрацьовували методику маневрування під паковими льодами, спливання в ополонці і практику майбутнього походу до Північного полюса. На борту цього човна виходили контр-адмірал А. І. Петелін, флагманський штурман флоту капітан 1 рангу Д. Е. Ердман. Екіпаж сподівався, що честь підкорення полюса нададуть йому, і моряки готувалися до цього ґрунтовно. Але честь арктичного плавання до полюса випала підводному човну «Ленінський комсомол». Сама доля визначила цей корабель першопроходьцем. Підводний човен «Ленінський комсомол» — перший радянський атомний човен на флоті. Його екіпаж був одним з перших, хто прокладав нові шляхи в підльодовому плаванні.
У 1962 році в числі перших командирів атомоходів В. М. Чернавин був направлений на навчання в Військово-морську академію. А через три роки він повернувся в свою ж 3-тю дивізію атомоходів начальником штабу — заступником командира дивізії (1965—1967). Комдивом у той час був капітан 1 рангу Микола Костянтинович Ігнатов, людина відома на Північному флоті як досвідчений підводник. Незабаром (через рік) він стане контр-адміралом і Героєм Радянського Союзу.
У період з 2 лютого по 26 березня 1966 при першому трансокеанському переході підводних човнів «К-116» та «К-133» з Баренцевого моря на Камчатку через Атлантичний океан, складну в навігаційному відношенні протоку Дрейка і Тихий океан, В. М. Чернавин командував надводними силами забезпечення походу як начальник похідного штабу на експедиційно-океанографічному судні «Г. Саричев». За цей перехід він нагороджений орденом Червоного Прапора.
З 1969 по 1974 рік В. М. Чернавин послідовно пройшов посади командира дивізії підводних човнів другого покоління (1969—1972), начальника штабу — заступника командувача і члена Військової ради флотилії ПЧ (1972—1973), командувача тієї ж флотилією і члена Військової ради флоту (1973—1974).
В. М. Чернавин керував підготовкою і в період з 8 січня по 19 березня 1971 року, коли очолив перехід ПЧ «К-408» з Північного на Тихоокеанський флот до місця постійного базування навколо мису Горн. У цьому поході він пройшов тим же маршрутом, що і в 1966 році на експедиційно-океанографічному судні «Г.Саричев», тільки тепер вже під водою. За зразкове виконання завдання командування, мужність і велику відповідальність він нагороджений орденом Леніна.
У жовтні 1972 року контр-адмірал В. М. Чернавин був старшим першого походу стратегічного ракетоносця «К-245» (командир — капітан 2 рангу О. С. Афанасьєв) у високі широти із випливанням в географічній точці Північного полюса. По маршруту переходу проводилося випробування нового навігаційного комплексу, а також відпрацьовувалися ракетні стрільби.
У 1974 році В. М. Чернавіна призначають начальником штабу — першим заступником командувача, а в 1977 році — командувачем Північним флотом.
Оцінюючи діяльність Володимира Миколайовича на посаді начальника штабу, командувач Північним флотом адмірал флоту Г. М. Єгоров зазначав:
«Високо підготовлений, вольовий і ініціативний адмірал. Вступивши на посаду начальника штабу — першого заступника командувача флотом, впевнено влився в ситуацію на флоті, грамотно керує управліннями та відділами штабу. Планування бойової підготовки і початок навчального року штабом флоту проведені організовано. Правильно організовує і націлює діяльність штабу та органів управління на своєчасне і якісне виконання оперативних планів, підтримання сил флоту у встановленій бойової готовності, підвищення якісних показників у бойовій і політичній підготовці і вдосконалення тактичної майстерності командирів з'єднань флоту».
У 1977 році Північний флот зазнав комплексного інспектування з усіх питань бойової готовності і бойової підготовки інспекцією МО під керівництвом Маршала Радянського Союзу К. С. Москаленко. У цілому інспектування пройшло задовільно, але в деяких питаннях у інспекції були серйозні претензії. Особливо насторожували і викликали занепокоєння низькі показники деяких з'єднань по ракетних, торпедних стрільбах і деяких інших питань. А оскільки Північний флот завжди займав особливе положення в складі ВМФ країни, то міністром оборони Маршалом Радянського Союзу Д. Ф. Устиновим було прийнято рішення обговорити результати інспектування Північного флоту на колегії МО. Обговорення було дуже суворим, докладним, безстороннім.
У підсумку міністром оборони був даний термін два роки на виправлення ситуації з повторним інспектуванням Північного флоту в повному обсязі в 1979 році. Слід сказати, що інспекцію 1979 Північний флот витримав блискуче, що було відзначено в наказі міністра оборони, в якому оголошувалася подяка всьому керівництву флоту, а багато учасників тих подій були нагороджені і заохочені міністром оборони і головою інспекції Маршалом Радянського Союзу К. С. Москаленко.
З червня 1977 року — командувач Північного флоту. Адмірал В. М. Чернавин відіграв велику роль у подальшому вдосконаленні бойової готовності флоту, зміцненні його бойової потужності. Під його керівництвом в намічені терміни освоювалися і приймалися на озброєння атомні підводні крейсери, дизельні підводні човни, надводні кораблі і літаки більш досконалих проектів, відпрацьовувалися тактичні прийоми використання зброї і техніки. Північноморські атомоходи постійно здійснювали походи у віддалені райони океану, міжфлотські переходи під льодами Арктики і навколо Африки на Тихоокеанський флот, несли бойову службу не тільки в раніше освоєних районах, а й у глибинах Південної Атлантики і Індійському океані. Сили флоту успішно брали участь в оперативно-стратегічних і командно-штабних навчаннях, в ході яких відпрацьовувалася взаємодія флоту з військами Ленінградського військового округу, ППО країни, частинами дальньої авіації, Балтійського, Чорноморського і Тихоокеанського флотів. У 1979 і 1980 роках Північний флот за підсумками бойової та політичної підготовки займав перше місце у Військово-морському флоті країни.
За великий внесок у підвищення бойової готовності сил флоту і вміле керівництво ними в складних умовах Світового океану Указом Президії Верховної Ради СРСР адміралу В. М. Чернавіну присвоєно звання Героя Радянського Союзу.
У 1981 році адмірал В. М. Чернавин стає начальником Головного штабу ВМФ — першим заступником головнокомандуючого і членом Військової ради ВМФ. У 1985 році його призначають головнокомандувачем Військово-морським флотом СРСР — заступником міністра оборони СРСР (1985—1992). Потім він стає першим Головнокомандувачем ВМФ РФ (1.1992-11.1992).
До кінця 80-х років в СРСР був створений потужний атомний підводний ракетно-ядерний флот, який освоїв Світовий океан і ніс бойову службу на його просторах разом з надводними кораблями і морською авіацією. Щодня в океані знаходилося до 180—200 бойових кораблів і суден.
Під керівництвом адмірала флоту В. М. Чернавіна була розроблена і в березні 1987 року проведена операція під кодовою назвою «Атріна», яка стала главкомовським дебютом. Її задумом передбачалося потайне розгортання дивізії АПЧ Північного флоту в Західній Атлантиці з метою розкриття оперативної ситуації в цьому районі.
Саме за час головування Володимира Миколайовича розпався СРСР, Військово-морський флот на Балтиці, Півдні Росії, Каспії втратив більшу частину військово-морських баз, інфраструктури, значні запаси зброї та технічних засобів.
З лютого 1993 адмірал флоту В. М. Чернавин спочатку був у розпорядженні головкому ВМФ РФ, а потім пішов у відставку. Він продовжує громадську роботу на посту президента Союзу моряків-підводників ВМФ Росії.
Обирався депутатом Верховної Ради СРСР 10-го і 11-го скликань. Він автор книг:
- «На морських і океанських просторах» (М.: Знание, 1987)
- «Атомний підводний. … Флот у долі Росії» (М., 1997)
- «Роздуми після походів і штормів» (М., 1997)
- «Боротьба на комунікаціях: уроки воєн і сучасність» (М.: Патриот, 2003)

У 2002 році Верховний Головнокомандувач Збройними силами Російської Федерації В. В. Путін нагородив адмірала флоту
В. М. Чернавіна письмовій вдячністю: «Оголошую Вам подяку за зразкове виконання військового обов'язку та самовіддане служіння Батьківщині». Це всеосяжна оцінка шляху довжиною в життя.
Помер 18 березня 2023 року в одній з московських лікарень у 94-річному віці.

## Нагороди
- Два Ордени Леніна
- Орден Жовтневої революції
- Орден Червоного Прапора
- Орден «За особисту мужність»
- Орден Червоної Зірки
- Медаль «За бойові заслуги»
- Медаль Жукова
- Медаль «Ветеран Збройних сил СРСР»
- Медаль «За бездоганну службу» І ступеня
- Медаль «За бездоганну службу» ІІ ступеня
- Ювілейна медаль «300 років Російському флоту»
- Медаль «40 років Збройних Сил СРСР»
- Медаль «50 років Збройних Сил СРСР»
- Медаль «60 років Збройних Сил СРСР»
- Медаль «В ознаменування 100-річчя з дня народження Володимира Ілліча Леніна»
- Медаль «20 років перемоги у Великій Вітчизняній війні 1941—1945 рр.»
- Медаль «30 років перемоги у Великій Вітчизняній війні 1941—1945 рр.»
- Медаль «40 років перемоги у Великій Вітчизняній війні 1941—1945 рр.»